# Ivan Corwin
Ivan Zachary Corwin (Poughkeepsie, 24 de maio de 1984) é um professor de matemática da Universidade Columbia.
Recebeu o Prêmio Rollo Davidson de 2014. Foi palestrante convidado do Congresso Internacional de Matemáticos em Seul (2014).